# Jan-Olof Eklundh
Jan-Olof Eklundh, född 22 juli 1939, död 21 februari 2021 i Saltsjö-Boo, var en svensk datalog.
Eklundh disputerade 1980 vid Kungliga Tekniska högskolan, där han senare blivit professor. Hans forskningsområde var datorseende och autonoma system. Eklundh invaldes 1992 som ledamot av Ingenjörsvetenskapsakademien och 2002 som ledamot av Kungliga Vetenskapsakademien.